# Laguna Arapa
La laguna de Arapa, es la laguna más grande del Perú, está situada al norte del Lago Titicaca, entre los distritos de Arapa, Chupa y Samán, en la provincia de Azángaro, departamento de Puno. La laguna se encuentra muy próxima a la laguna Titihue, que a su vez colinda con el lago Titicaca. En su lado occidental se encuentra la pequeña isla Arapa.

## Pesquería
La Laguna Arapa sirve de zona pesquera para varios de los centros poblados rurales que la rodean, como Iscayapi, Sacanajachi, Jaboncilluni, Pucamocco o Tacachillani. La totora, que cubre las zonas ribereñas de la laguna, es utilizada por los pescadores para la construcción de balsas.

### Especies más comunes
Los peces más comunes de la Laguna de Arapa son el ispi (Orestias ispi), el pejerrey (Basilichthys bonariensis), y en grado menor, la trucha arcoíris (Oncorhynchus mykiss), el carachi negro (Orestias agassizii) y el carachi amarillo (Orestias luteus). Mientras que el pejerrey y la trucha arcoíris son especies introducidas, las demás: (el ispi y el carachi) son especies nativas de la laguna.